# Малашенко Ігор Євгенійович
Ігор Євгенович Малашенко (2 жовтня 1954, Москва — 25 лютого 2019, Сотогранде, муніципалітет Сан-Роке, Іспанія) — російський політолог і тележурналіст українського походження, один з творців телекомпанії НТВ, займав пости гендиректора «Останкіно» і телекомпанії НТВ.

## Життєпис
Народився 2 жовтня 1954 року в Москві в родині генерал-лейтенанта Євгена Івановича Малашенко (20 березня 1924 — 3 липня 2017), військового розвідника, учасника придушення Угорської революції 1956 року .
1976 року закінчив філософський факультет МДУ, 1980-го — аспірантуру філософського факультету МДУ; кандидат філософських наук (тема кандидатської дисертації — «Соціальна філософія Данте Аліг'єрі»).
У 1980—1989 роках — співробітник Інституту США і Канади Академії наук СРСР .
З березня 1989 по березень 1991 — старший референт міжнародного відділу Центрального комітету КПРС.
З квітня по грудень 1991 року — консультант апарату президента СРСР Михайла Горбачова.
З грудня 1991 року — на російському Першому каналі, куди перейшов слідом за Єгором Яковлєвим. З лютого по липень 1992 року — політичний директор Російської державної телерадіокомпанії «Останкіно» .
З липня по листопад 1992 року — гендиректор, перший заступник голови РДТРК «Останкіно».
З 26 листопада 1992 по 2 березня 1993 року — в.о. голови РДТРК «Останкіно». Після того, як головою РДТРК став В'ячеслав Брагін, Малашенко не знайшов з ним спільної мови й покинув Останкіно і разом з Олегом Добродійним і Євгеном Кисельовим створили ТОО «Итоги». Згодом разом з кількома банками вони створили ТОО «Телекомпанія НТВ».

З липня 1993 до грудня 1997 року — президент, гендиректор ТОВ «Телекомпанія НТВ». Саме Малашенко, за свідченням ветерана телекомпанії Володимира Кондратьєва, придумав бренд «НТВ», при цьому було вирішено не розшифровувати абревіатуру, лишивши розгадку на розсуд глядачеві . Як один з топ-менеджерів каналу Малашенко брав участь в закупівлі телематеріалу для показу в ефірі. 1995 року був ведучим деяких випусків програми «Герой дня» (НТВ) . 1996 року брав участь в проведенні президентської кампанії Єльцина. Багато російських ЗМІ характеризують Малашенка як «людину, котра відповідала за передвиборний піар Єльцина в період виборів 1996 року і фактично зробила його президентом вдруге». Згодом він згадував:
|  | Я, может быть, надеялся, что моя работа там как-то развеет слухи о том, что НТВ — вредоносная компания, подрывающая устои общества и государства. Но никаких разговоров о канале не было. Меня пригласил в штаб лично президент, и, как вы догадываетесь, разговор в стиле «Я пойду в штаб, а вы мне отдадите канал» был просто невозможен. Я не знаю, получим ли мы канал сейчас. |

З 1997 по 1998 рік — генеральний директор НТВ-Холдингу, куди входили НТВ, ТНТ, всі канали «НТВ-Плюс», радіо «Ехо Москви» і деякі ЗМІ.
З 1998 по 2000 рік — перший заступник голови Ради директорів ЗАТ «Медіа-Мост».
На початку 2000-х років переїхав з РФ і до 2009 жив в Нью-Йорку, США, часто бував в Іспанії і Києві. 2001—2009 — як президент компанії Overseas Media Productions був гендиректором каналу RTVi (колишній NTV-International, до 2001 року — міжнародна версія НТВ). Консультував менеджмент українського каналу ТВі, був міноритарним акціонером «Еха Москви» і сайту Newsru.com. З кінця 2009 року знову відвідував Росію, а навесні 2012 року остаточно повернувся в країну.
З 2010 року — генеральний директор RTVi (Лондон).
11 вересня 2013 року потрапив до кримінальної хроніки зі своєю неформальною дружиною Боженою Ринською. Згідно з інформацією правоохоронних органів, у дворі свого будинку на Лісовій вулиці вони напали на кореспондента і оператора телекомпанії НТВ при «здійсненні ними професійної діяльності» та завдали їм побої. В результаті судового розгляду справи 29 вересня 2014 року Ринську визнали винною в «заподіянні побоїв з хуліганських спонукань» і «умисному пошкодженні чужого майна», засуджена судом до року виправних робіт з утриманням доходів на користь державі в розмірі 10 % її заробітку.
24 жовтня 2017 — очолив передвиборчий штаб кандидата в президенти РФ Ксенії Собчак.

### Громадянська позиція
У 1990-тих підтримував російські реформи. Був головним радником президента Росії Єльцина в виборчій кампанії 1996 року. З 1999 року критично ставився до влади в Росії, найбільшою помилкою Єльцина вважав вибір наступником Путіна . Ряд колег-журналістів відзначали, що Малашенко, який зробив в 1990-х роках для становлення в Росії незалежного телебачення, в XXI столітті важко переживав свою професійну незатребуваність .

## Хвороба і смерть
У середині лютого 2019 року Малашенка було госпіталізовано з неврологічними проблемами. Він страждав від клінічної депресії.
25 лютого 2019 в Іспанії на 65-му році життя, згідно з даними Верховного суду Андалусії, Малашенко наклав на себе руки через повішення. Його тіло було виявлено на дереві в саду власного будинку в Сотогранде, найбільшому приватному житловому районі Андалусії в 45 км на південь від Марбельї.
18 березня 2019 року похований на Троєкуровському кладовищі Москви (дільниця № 17).

## Особисте життя
- Перша дружина: Олена Іванівна Малашенко (до шлюбу Пивоварова), історик мистецтва, співробітниця ГМІІ ім. Пушкіна, художня директор галереї «Манеж». У січні 2018 року було розпочато розлучення в Росії — в Черьомушкінському райсуді Москви, який закінчився через півроку. Розділ майна, станом на жовтень 2018 року, тривав в суді в США.[32] Діти від першого шлюбу:

- батько — Євген Малашенко, радянський полководець, почесний громадянин Ніжина (1924—2017)
- донька — Єлизавета Ігорівна Малашенко,
- донька — Олена Ігорівна Малашенко (н. 1996),
- син — Володимир Ігорович Малашенко.

- Друга дружина з 2018 року: журналістка і світський оглядач Божена Ринська (до шлюбу Ринських), спільно проживала з ним з 2011 року